# Eugène de Robiano
Eugène Gaspard Marie Joseph de Robiano (Brussel, 8 maart 1783 - aldaar, 21 februari 1837) was een Belgisch senator.

## Biografie

### Familie
Eugène de Robiano was een telg uit de familie de Robiano. Hij was de derde zoon van graaf Jean-Joseph de Robiano (1733-1785) en Jeanne de Limpens (1751-1837). De vroege dood van de vader maakte dat de opleiding van de kinderen werd in handen genomen door hun oom Eugène-Jean de Robiano (1741-1820), halfbroer van hun vader. Hij was een jongere broer van graaf François de Robiano, kamerheer van koning Willem I, lid van het Nationaal Congres, gouverneur van Antwerpen en senator, en graaf Louis de Robiano, volksvertegenwoordiger. Hij was een oom van de senatoren graaf Ludovic de Robiano en graaf Maurice de Robiano en een schoonbroer van baron Joseph de Man d'Hobruge, burgemeester van Hoeilaart en senator.
Hij trouwde in 1806 in Brussel met gravin Marie Lebrum de Miraumont (1788-1877). Ze kregen twee zoons.
- Victor de Robiano (1807-1864), trouwde in 1831 in Dhuy met Louise de Namur (1812-1848). Ze kregen tien kinderen, met afstammelingen tot heden. Hij hertrouwde in 1851 in Söder met gravin Eliza zu Stolberg-Stolberg (1826-1901), kleindochter van graaf Friedrich Leopold zu Stolberg-Stolberg. Ze kregen vier zoons en een dochter, met afstammelingen tot heden.
- Léon de Robiano (1808-1893), burgemeester van Kasteelbrakel en senator, trouwde in 1850 in Clabecq met Julienne de La Croix de Chevrière de Sayve (1819-1897), weduwe van Alphone Snoy (1820-1844) en moeder van volksvertegenwoordiger Georges Snoy. Ze kregen twee zoons, met afstammelingen tot heden.

Hij bekommerde zich niet om het bevestigen van zijn adellijke status, noch onder het Verenigd Koninkrijk der Nederlanden, noch onder het Koninkrijk België. Het is zijn weduwe die, meer dan tien jaar na zijn dood, op 21 oktober 1848, voor haar en voor hun kinderen adelserkenning verkreeg, met de titel van graaf of gravin voor alle nakomelingen. De opvolging van zijn broers François en Louis was na een paar generaties uitgestorven. Alleen de erfgenamen van Eugène hebben zich voortgeplant tot heden. Het was zijn oudste zoon Victor die hiervoor zorgde.

### Loopbaan
De Robiano werd verkozen tot katholiek senator voor het arrondissement Aalst in augustus 1831 en hij vervulde dit mandaat tot in 1837.